# Pseudoligosita aesopi
Pseudoligosita aesopi är en stekelart som först beskrevs av Girault 1929.  Pseudoligosita aesopi ingår i släktet Pseudoligosita och familjen hårstrimsteklar. Inga underarter finns listade i Catalogue of Life.